# Monselice Calcio 1926

Escudo anterior do Monselice Calcio

Monselice Calcio 1926 é a principal agremiação esportiva, fundada em 1926, sediada em Monselice, na província de Padova. É uma das cinco equipes de Padova a ter participado de campeonatos profissionais. As outras são Padova, Petrarca, Cittadella e Luparense.

## História
Fundada em 1926, em sua história disputou 6 campeonatos na Série D e 5 na Lega Pro Segunda Divisão. Em 2007, se fundiu com o Due Carrare, subindo para a divisão Promoção. Atualmente milita na Excelência, grupo Vêneto.

## A disputa com o Padova[1]
| 1979-1980 | Série C2-B          | Monselice - Padova | 1-1 | 0-0 |
| 1980-1981 | Série C2-B          | Monselice - Padova | 0-0 | 0-4 |
| 1977-1978 | Copa Itália Série C | Padova - Monselice | 1-1 | 0-0 |
| 1978-1979 | Copa Itália Série C | Padova - Monselice | 0-0 | 1-2 |
| 1979-1980 | Copa Itália Série C | Monselice - Padova | 2-0 | 1-1 |
| 1981-1982 | Copa Itália Série C | Monselice - Padova | 0-1 | 0-1 |

|                       |    |
| Partidas              | 12 |
| Vitórias do Padova    | 4  |
| Empates               | 7  |
| Vitórias do Monselice | 1  |
| Gols do Padova        | 12 |
| Gols do Monselice     | 5  |

## Campeonatos nacionais
| Categoria | Participações | Estreia            | Última temporada                         |
| --------- | ------------- | ------------------ | ---------------------------------------- |
| C2        | 5             | Série C2 1978-1979 | Série C2 1982-1983                       |
| D         | 6             | Série D 1976-1977  | Campeonato Nacional Diletantes 1998-1999 |

Em 11 temporadas esportivas disputadas em nível nacional a partir da estreia na Série D em 1976. Estão incluídos 5 torneios de Série C2.

## Títulos
- Série D: 1

Série D 1977-1978